# Gb (digráf)
A GB (kisbetűs alakja gb) egy G és B latin betűkből álló digráf.

## Nyelvészet
A gb digráfot több afrikai nyelv is használja a nemzetközi fonetikai ábécében /ɡ͡b/-vel jelölt ajakkal és hátsó ínnyel képzett hang jelölésére.

## Informatikai megjelenítése
A digráfok többségéhez hasonlóan a gb-nek sincs egy jelként értelmezett kódolása. Mindig a G és a B külön kódolásával valósul meg a digráf rögzítése.

## Fordítás
Ez a szócikk részben vagy egészben  a    GB (digramme) című francia Wikipédia-szócikk 187732607 ezen változatának fordításán alapul.  Az eredeti cikk szerkesztőit annak laptörténete sorolja fel. Ez a jelzés csupán a megfogalmazás eredetét és a szerzői jogokat jelzi, nem szolgál a cikkben szereplő információk forrásmegjelöléseként.

## Lásd még
- Digráf